# Stanford University

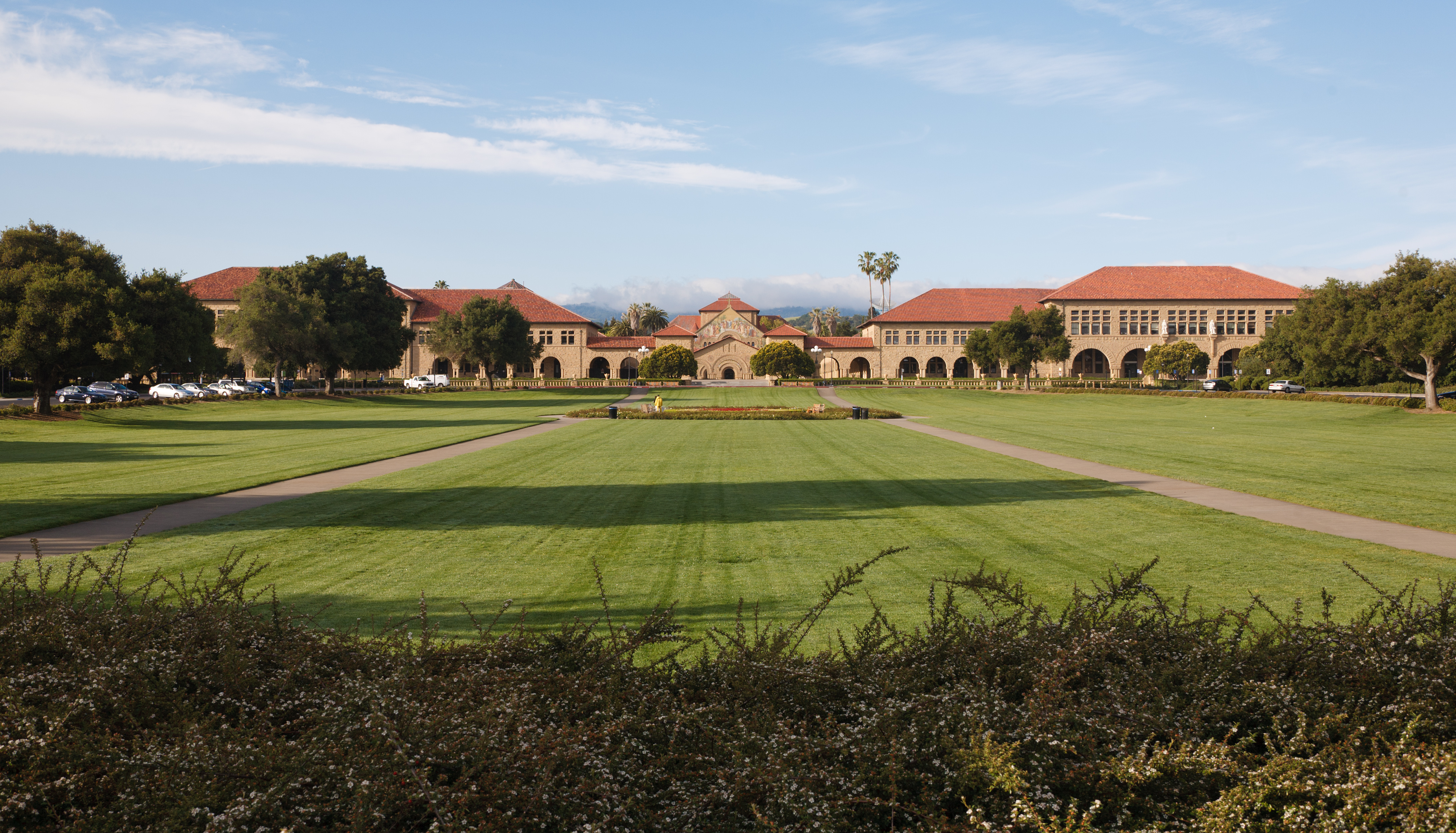
Haupteingang der Stanford University

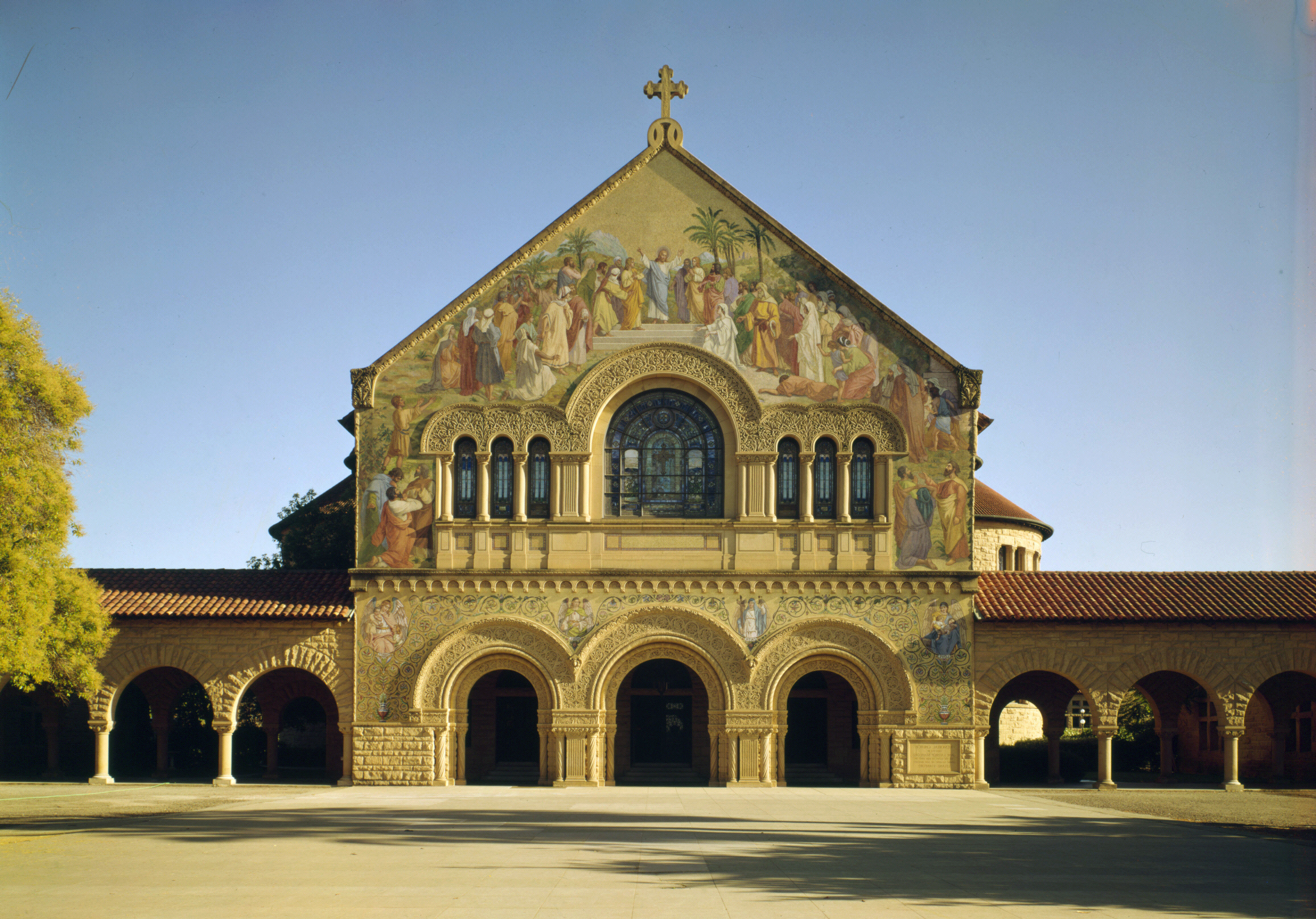
Stanford Memorial Church

Die Leland Stanford Junior University (kurz Stanford University oder Stanford, Spitzname „Die Farm“) ist eine private US-amerikanische Universität in Stanford, Kalifornien. Sie liegt etwa 60 Kilometer südöstlich von San Francisco in der Nähe von Palo Alto und wurde von Leland Stanford und seiner Ehefrau Jane Stanford im Jahr 1891 im Andenken an ihren früh verstorbenen einzigen Sohn Leland Stanford junior gegründet (der in einem Mausoleum auf dem Campus bestattet wurde). 2021 waren 16.937 Studenten an der Universität eingeschrieben und studierten an einer der sieben Fakultäten.
Stanford ist eine der forschungsstärksten und renommiertesten Universitäten der Welt. Seit ihrer Gründung wurden 36 Lehrkräfte mit dem Nobelpreis ausgezeichnet. Die Universität hat mehr Gewinner des Turing Awards („Nobelpreis für Informatik“) als jede andere Einrichtung weltweit und aktuell 20 Nobelpreisträger, vier Träger des Pulitzer-Preises und 33 MacArthur-Fellows. In verschiedenen Bewertungen für akademische Institutionen erreicht die Universität regelmäßig Spitzenpositionen.
Mit ihrer Forschung gilt Stanford auch als wesentliche Begründerin des sich in unmittelbarer Nähe befindlichen Silicon Valleys, eines bedeutenden Wirtschaftsstandorts, der zahlreiche Unternehmen der IT- und Hightech-Industrie beherbergt.
Im Hochschulsport ist die Universität mit ihrem Team Cardinal in der Liga Pacific-12 Conference (PAC-12) vertreten und nimmt an vielen verschiedenen Sportwettbewerben teil. Bei den Olympischen Sommerspielen in Peking 2008 gewannen Sportler der Universität 25 Medaillen, darunter acht Goldmedaillen. 2012 in London erhielten zwölf Sportler von Stanford Goldmedaillen.
Stanford ist die viertreichste Hochschule der Welt: 2023 lag der Wert von Stanfords Stiftungsvermögen bei 36,5 Milliarden US-Dollar. Seit 2008 erhebt Stanford keine Studiengebühren (tuition fees) mehr bei undergraduate students, deren Eltern weniger als 100.000 (seit 2020: 150.000) US-Dollar im Jahr verdienen. Damit kann rund ein Drittel aller Bachelorstudenten gebührenfrei studieren. Studenten, deren Eltern ein Einkommen von weniger als 65.000 US-Dollar verdienen, erhalten auch Unterkunft und Verpflegung kostenlos.

## Geschichte

Schriftzug der Universität

### Gründungsgeschichte
Der Entschluss zur Gründung fiel durch den früheren kalifornischen Unternehmer und Gouverneur Leland Stanford und seiner Frau Jane ein Jahr nach dem Tod ihres einzigen, 15-jährigen Sohnes Leland Stanford junior im Jahr 1884. Sie stellten im Folgejahr für die Gründung der nach dem Verstorbenen benannten Universität Geldmittel und das Areal ihrer Palo Alto Stock Farm in der San Francisco Bay Area, etwa 60 Kilometer südlich von San Francisco, zur Errichtung der Stiftung The Leland Stanford Junior University zur Verfügung. Nach einer sechsjährigen Planungs- und Bauphase wurde am 1. Oktober 1891 die Universität eröffnet und der Lehrbetrieb aufgenommen.
Die Universität war in ihrer Konzeption für die damalige Zeit ungewöhnlich, denn sie ermöglichte Frauen und Männern gleichermaßen das Studium und war zudem keiner Religionsgemeinschaft verbunden. Dem Willen des Ehepaars Stanford nach sollte an der amerikanischen Westküste eine bedeutende private Hochschule entstehen. Bei einem Besuch in Boston erkundigten sich die Stanfords beim damaligen Präsidenten der Harvard University, Charles Elliot, wie viel es kosten würde, Harvard in Kalifornien zu duplizieren, woraufhin dieser antwortete, dass 5 Millionen Dollar (Kurs von 1884) ausreichend sein dürften. Die ersten Jahre gestalteten sich aber trotz des großen Vermögens der Stanfords finanziell als schwierig. Zeitweise verpfändete Jane Stanford persönliche Gegenstände, um die laufenden Kosten der Universität decken zu können. Insbesondere ein Rechtsstreit um 15 Millionen US-Dollar belastete das Budget der Universität. Nach Beilegung des Streits besserte sich die finanzielle Situation jedoch erheblich, wozu maßgeblich eine Spende von Jane Stanford über 30 Millionen US-Dollar im Jahre 1901 beitrug.

### Die Stanford-Ross-Kontroverse
Edward Alsworth Ross, der 1893 an die Stanford University berufen worden war, äußerte sich in seinen Vorlesungen kritisch über die geschäftlichen Gepflogenheiten der Eisenbahnkonzerne (und insofern mittelbar zur Familie Stanford, die damit reich geworden war). Um beim Bau von Eisenbahnstrecken die Kosten zu senken, wurden japanische Kulis eingesetzt. Japanische Arbeitskräfte seien, so Ross, eine Bedrohung für amerikanische Arbeiter und die Arbeiterbewegung. Jane Stanford verlangte daraufhin von David Starr Jordan, dem Präsidenten der Stanford University, Ross zu entlassen. Ihr Ansinnen löste eine Kontroverse über die akademische Freiheit von Professoren aus und über die Einflussnahme von Dritten in den Universitäten. Schließlich kündigte Ross im Jahre 1900 „freiwillig“ seine Stelle, sieben weitere Professoren folgten ihm. Die Stanford-Ross-Kontroverse und ähnliche Fälle führten dazu, dass Professoren zur Verteidigung ihre Interessen 1915 die American Association of University Professors gründeten.

### Die Universität im 20. und im 21. Jahrhundert
In den Folgejahren blühte das universitäre Leben auf, da viele verschiedene Fakultäten gegründet wurden. In den 1920er Jahren wurde durch den Stanford-Absolventen und späteren Präsidenten der USA, Herbert Hoover, der Grundstock für die spätere Hoover Institution gelegt. 1934 wurde die Alumni Vereinigung der Stanford University gegründet, die noch heute eine tragende Rolle in der Unterstützung und Fortentwicklung der Universität spielt.
Während und nach dem Zweiten Weltkrieg wurde die Universität zu einem der Wachstumsmotoren des Silicon Valley und beschleunigte die wirtschaftliche, kulturelle und wissenschaftliche Entwicklung der Region um San Francisco nachhaltig, insbesondere auch die Entstehung der Internetbranche und des E-Commerce. Die Hochschule ist Mitglied der Association of American Universities, eines seit 1900 bestehenden Verbundes führender forschungsintensiver nordamerikanischer Universitäten.
Das Motto der Universität, das die Siegel und alle Andenken der Hochschule ziert, ist in deutscher Sprache verfasst: Die Luft der Freiheit weht. Der Satz geht auf den deutschen Humanisten Ulrich von Hutten (1488–1523) zurück und wurde von David Starr Jordan, dem ersten Präsidenten der Stanford University, eingeführt.
Von 1992 bis 2000 war der deutsche Rechtswissenschaftler Gerhard Casper Präsident der Hochschule. Von 2016 bis 2023 amtierte Marc Tessier-Lavigne als Präsident, der 2023 zurücktreten musste. Nach einer Übergangspräsidentschaft durch Richard Saller übernahm Jonathan Levin im August 2024 das Amt des 13. Präsidenten.

### Präsidenten
- 1891–1913: David Starr Jordan
- 1913–1915: John Casper Branner
- 1916–1943: Ray Lyman Wilbur; während Wilbur unter Herbert Hoover Innenminister der Vereinigten Staaten war – 1929–1933: Robert Eccles Swain
- 1943–1948: Donald Tresidder, 1948 nach dem unerwarteten Tod von Tresidder: Alvin C. Eurich und 1949: Clarence H. Faust
- 1949–1968: John Ewart Wallace Sterling
- 1968: Robert Joy Glaser
- 1968–1970: Kenneth Sanborn Pitzer
- 1970–1980: Richard Wall Lyman
- 1980–1992: Donald Kennedy
- 1992–2000: Gerhard Casper
- 2000–2016: John L. Hennessy, 2012: John Etchemendy
- 2016–2023: Marc Tessier-Lavigne, Rücktritt im Juli 2023[20]
- 2023–2024: Richard P. Saller
- 2024– : Jonathan Levin

## Campus

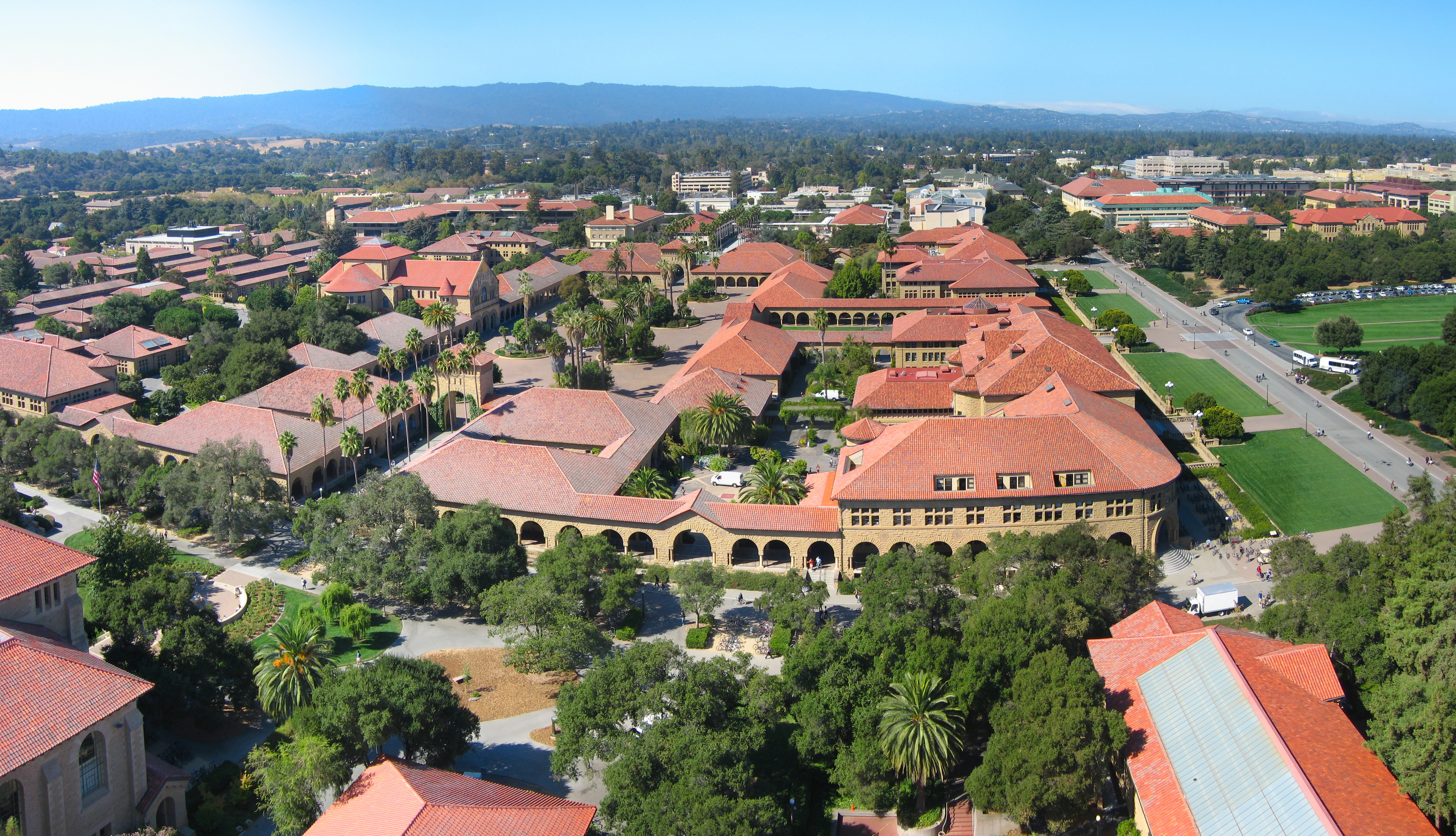
Übersicht über den Campus

Die Hochschule befindet sich auf einem 3310 ha großen Campus und liegt rund 60 Kilometer südöstlich von San Francisco und 32 Kilometer nordwestlich von San José. In unmittelbarer Nähe befindet sich die Stadt Palo Alto, eines der Zentren des Silicon Valley.
Der Grund und Boden wurde am 11. November 1885 von Leland Stanford zur Gründung der Universität gestiftet und ist bis heute als unveräußerlich im Stiftungsvermögen gebunden. Auf die Unverkäuflichkeit der Liegenschaft legte Leland Stanford großen Wert, denn sie sollte seiner Ansicht nach der Universität „ein größeres Einkommen sichern als jede andere Geldanlage“. Lediglich einige Randgebiete, die Leland Stanford der Universität später ergänzend zukommen ließ, können theoretisch veräußert werden, werden aber faktisch als unveräußerlich behandelt.

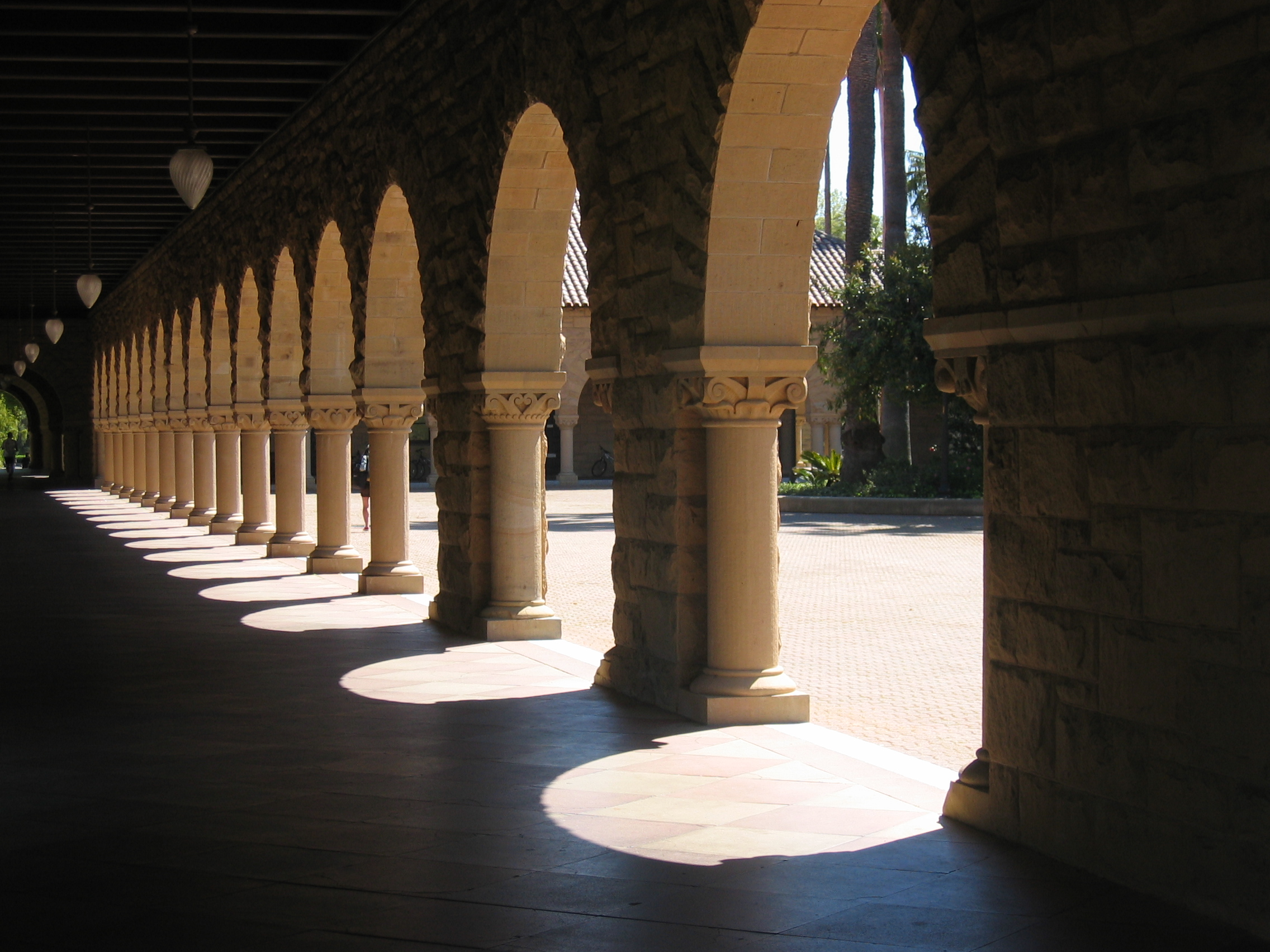
Bogengang

Der Campus wurde anfänglich im Sommer 1886 durch Frederick Law Olmsted, einem Bostoner Landschaftsarchitekten, geplant, der die ursprünglich geplante Lage in den Hügeln zugunsten der Lage im Flachland abänderte. Später übernahm Charles Allerton Coolidge die Planung und errichtete den Campus nach dem Willen des Ehepaars Stanford im Stile der europäischen Beaux-Arts-Architektur. Die Architektur des Campus wird durch quaderförmige Sandsteinbauten mit roten Dächern geprägt, die durch mit Rundbögen verzierte Arkadengänge verbunden sind. Sie sind dem Stil der Kalifornischen Missionsstationen nachempfunden. Im Kontrast mit dem für gewöhnlich hellblauen Himmel der Region geben sie dem Campus ein charakteristisches Aussehen, das der erste Präsident David Starr Jordan folgendermaßen beschrieb:

„The yellow sandstone arches and cloisters, the red-tiled roofs against the azure sky, make a picture that can never be forgotten, itself an integral part of a Stanford education.“

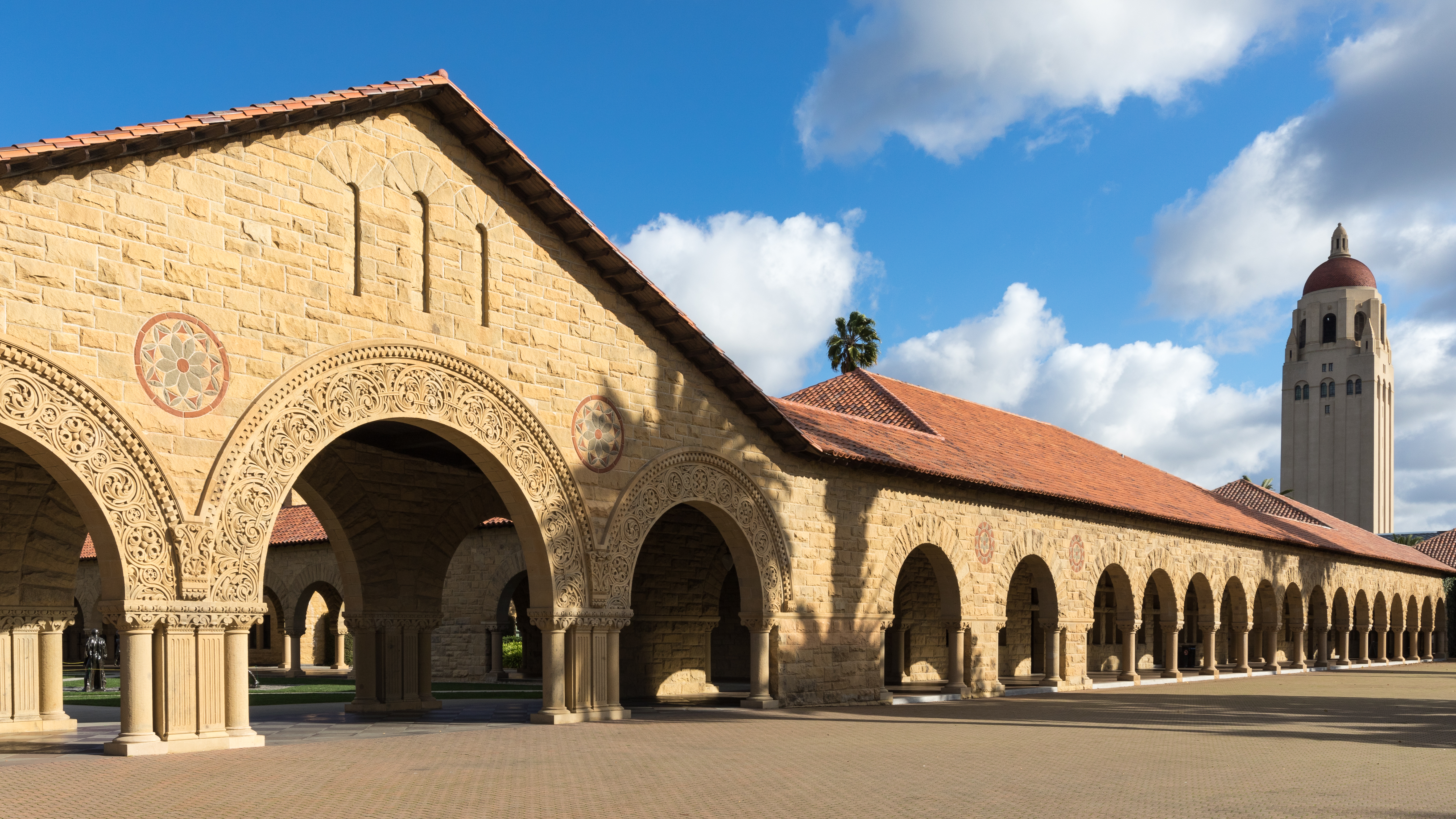
Arkadengänge und Hoover Tower vom Main Quad aus gesehen

Herzstück der Campusarchitektur ist die „Main Quad“ (in etwa: Haupt-Viereck, im Sinne von „viereckigem Platz“) und die „Memorial Church“. Den Zugang zum Campus bildet der sogenannte Palm Drive, welcher auf einen ovalen Platz, The Oval, führt. Weitere wichtige Punkte auf dem Campus sind das Cantor Center for Visual Arts, der Hoover Tower, das Memorial Auditorium, der Rodin Garden und das Radiotelescope (The-Dish-Observatorium). Darüber hinaus bestehen diverse Brunnen wie White Memorial Fountain und Tanner Fountain.
Die meisten Studenten wohnen auf dem Campusgelände. Von den Bachelor-Studenten sind dies rund 95 %, bei den Master-Studenten und Doktoranden beträgt die Quote über 56 %. Auch 30 % der Professoren wohnen hier. Der Campus ist ein beliebtes Ziel für Touristen, sodass das Stanford Visitor Center zweimal täglich einstündige Führungen durch Studenten über das Gelände anbietet. 60 % der Fläche des Campus sind heutzutage noch unbebaut.
Südlich des Hauptcampus befindet sich ein zur Universität gehörendes Umweltreservat, das Jasper Ridge Biological Preserve, welches von Biologen für Forschungszwecke, zum Beispiel die nächtliche Beobachtung von Fledermäusen, genutzt wird und eine Größe von 490 ha hat.

## Organisation
Die Hochschule ist als sogenannter corporate trust organisiert und von Steuerzahlungen befreit. Geleitet wird sie von einem Board of Trustees, dem 35 Personen angehören. Diese üben ihr Amt in der Regel fünf Jahre aus und können höchstens zweimal hintereinander (insgesamt also für zehn Jahre) dem Gremium angehören. Die Mitglieder überwachen auch die Tätigkeit des Stanford Research Park, des Stanford Shopping Center, des Cantor Center for Visual Art, des Stanford University Medical Center und vieler angeschlossener medizinischer Einrichtungen.
Das Board of Trustees bestimmt einen Präsidenten, legt die Pflichten der Professoren sowie die Studiengänge fest und befasst sich mit allen finanziellen und wirtschaftlichen Fragen der Universität. Zusätzlich zum Präsidenten werden außerdem 9 Vizepräsidenten ernannt. Momentan ist der Neurowissenschaftler Marc Tessier-Lavigne der 11. Präsident der Universität. Er wurde am 1. September 2016 ernannt und trat damit die Nachfolge des US-amerikanischen Professoren für Elektrotechnik und Informatik John L. Hennessy in diesem Amt an.
Die Hochschule unterteilt sich in sieben Schools, vergleichbar mit deutschen Fakultäten. Es sind dies die School of Humanities and Sciences (umfasst die Geistes, Natur- und Sozialwissenschaften), School of Engineering (Ingenieurwissenschaften), School of Earth Sciences (Geo-, Energie- und Umweltwissenschaften), School of Education (Erziehungswissenschaften und Lehramtsausbildung), Graduate School of Business (Wirtschaftswissenschaften), Law School (Rechtswissenschaft) und die School of Medicine (Medizin).

### Stiftung
Das Stiftungsvermögen wird von der Stanford Management Company verwaltet. Im Juni 2021 betrug es 37,80 Milliarden US-Dollar (2018: 26,46 Mrd. $, 2019: 27,70 Mrd. $, 2020: 28,95 Mrd. $). Zum einen decken die satzungsgemäß auf 5 % begrenzten Erträge aus der Anlage des Stiftungsvermögens die jährlichen Ausgaben der Universität, zum anderen werden Teile der Erträge wieder dem Stiftungsvermögen zurückgeführt. Im Fiskaljahr 2018–2019 wurden 22 % der Gesamtausgaben der Universität (6,8 Milliarden US-Dollar) aus Erträgen des Stiftungsvermögens bestritten. Dies ist nach Geldern für direkte Forschungsförderung (zum Beispiel von der Bundesregierung) der zweitgrößte Posten, allerdings nur knapp vor den Mitteln aus Studiengebühren.
Aus dem Stiftungsvermögen werden ebenfalls in großem Umfang Finanzhilfen für Studierende der Stanford-Universität bereitgestellt. 2019 wurden 23 % der Stiftungserträge für die finanzielle Unterstützung von Studierenden ausgegeben. 20 % der Erträge finanzierten Fakultäten und den Lehrkörper. 28 % der Erträge dienen der Forschung und Lehre. Der Rest wird für Bibliotheken und andere Zwecke ausgegeben. Das Stiftungsvermögen macht den mit Abstand größten Anteil der bilanzierten Anlagen (38,8 Milliarden US-Dollar) der Universität aus.

### Fundraising
Die Stanford University erzielte in den letzten zehn Jahren hohe Mittelzuflüsse durch Spenden. Sie steht damit an der Spitze des Fundraising der US-amerikanischen Universitäten. Im Jahre 2009 erhielt sie Spenden in Höhe von 640,1 Millionen US-Dollar, 2010 in Höhe von 598,9 Millionen US-Dollar, 2011 in Höhe von 709,4 Millionen US-Dollar. Im Fiskaljahr 2019 hat die Universität 1,1 Milliarden US-Dollar von mehr als 55.000 Spendern erhalten.
Besondere Beachtung fand das Vorhaben The Stanford Challenge. Diese auf fünf Jahre angelegte Spendenkampagne warb um Mittel zur Finanzierung von mehreren Großprojekten der Universität im Bereich der Forschung, Lehre und Infrastrukturentwicklung des Campus. Das Spendenziel von 4,3 Milliarden US-Dollar wurde bereits zwei Jahre vor Abschluss der Kampagne erreicht, die aber trotzdem weitergeführt wurde und bis Ende 2011 insgesamt 6,23 Milliarden US-Dollar an Spenden einbrachte. Damit wurde der bisherige Spendenrekord von 3,88 Milliarden US-Dollar, aufgestellt von der Yale University, übertroffen. Mit Hilfe der Spenden konnten 139 neue Lehrstühle geschaffen und 38 Gebäude renoviert oder neu gebaut werden. Über 10.000 Freiwillige halfen dabei, die Kampagne zu organisieren, und konnten 560.000 Spenden von über 166.000 Spendern akquirieren.

## Studium und Forschung
Die Hochschule bietet vielfältige Studienmöglichkeiten und ist als sogenannte research university auch im Bereich der Grundlagenforschung und Doktorandenausbildung breit aufgestellt. Die Mehrzahl der Studenten sind sogenannte graduate students, das heißt, sie besitzen bereits einen ersten Universitätsabschluss, beispielsweise den B.A., und studieren mit dem Ziel eines Master- oder Ph.D.-Abschlusses. Akkreditiert ist die Universität von der Western Association of Schools and Colleges. Ein Vollzeitstudium auf undergraduate-Niveau kostete 2019 jährlich 74.570 US-Dollar, wobei 65 % der Studenten eine Form von finanzieller Unterstützung erhielten. Die Universität gab für diese Stipendienprogramme 2018–2019 insgesamt rund 191 Millionen US-Dollar aus. Die Kosten für ein Studium auf Graduate-Level liegen in einem ähnlichen Bereich, variieren aber von Fakultät zu Fakultät. Auch über 85 % der graduate students erhalten eine finanzielle Unterstützung.

### Studienangebot
Das Studienangebot unterscheidet sich, wie in den USA üblich, zwischen den undergraduate und graduate studies. Erstere dienen dem Erwerb eines Bachelor-Abschlusses, letztere dem Erwerb eines Masters oder Doktorgrad. Die Ziele der Ausbildung wurden von Jane und Leland Stanford schriftlich in dem Gründungsdokument der Universität festgehalten:

„…to qualify its students for personal success, and direct usefulness in life; And its purposes, to promote the public welfare by excercising an influence in behalf of humanity and civilization, teaching the blessings of liberty regulated by law, and inculcating love and reverence for the great principle of government as derived from the inalienable rights of man to life, liberty and the pursuit of happiness.“

Das undergraduate Studium kann in Stanford mit dem Bachelor of Arts (B.A.), dem Bachelor of Science (B.S.) oder dem Bachelor of Arts and Science (B.A.S.) abgeschlossen werden. Die Studienfächer umfassen unter anderem Anthropologie, Biologie, Chemie, Geschichte, Musik, Philosophie, Physik, Politikwissenschaften, Soziologie, Theaterwissenschaften, Wirtschaftswissenschaften und viele weitere Fächer. Von der großen Anzahl an Bewerbern werden nur wenige zum Studium zugelassen (2021: ca. 3,95 %), die in einem standardisierten Auswahlprozess ermittelt werden. Rund 60 % der Studenten kommen von öffentlichen Schulen, 30 % von Privatschulen und 10 % aus dem Ausland.
Das graduate-Studium ermöglicht den Erwerb verschiedener Master- und Doktortitel mit jeweiligen Spezialisierungen. Das Angebot ist auch hier breit gestreut und ermöglicht beispielsweise den Erwerb eines Master of Arts (M.A.), Master of Science (M.Sc.), Master of Business Administration (M.B.A.), Master of Laws (LL.M.), Master of Public Policy (M.P.P.) oder Doctor of Philosophy (Ph.D.).

### Außenstellen

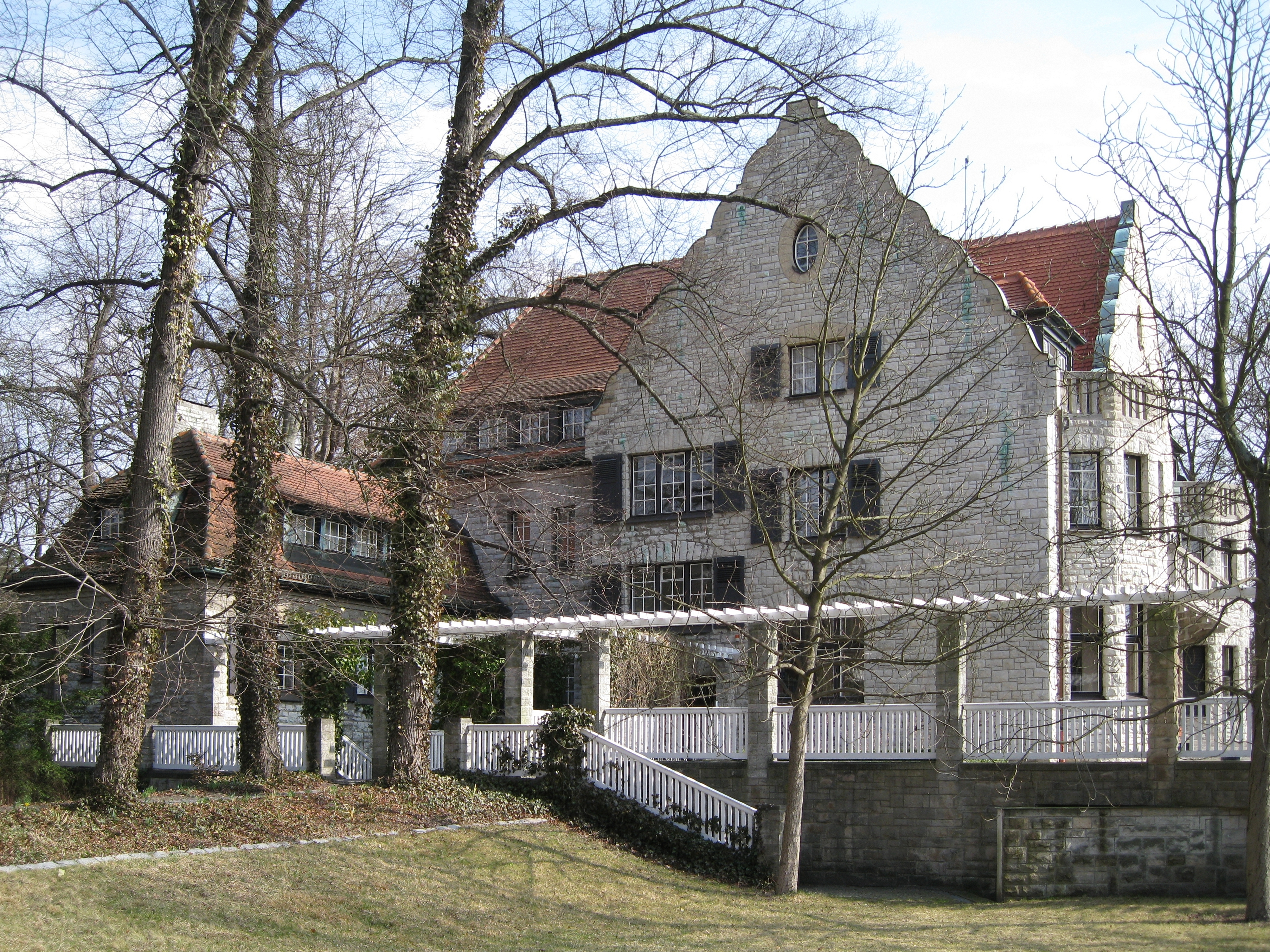
Haus Cramer im Campus der Freien Universität Berlin

Seit 1982 betreibt die Hochschule an zehn Universitäten weltweit Außenstellen unter dem Namen Bing Overseas Studies Program. Dieses Programm ermöglicht Stanford Studenten ein Auslandsstudium oder Praktikum und wurde 2011 von 44 % der Studenten für einen Auslandsaufenthalt genutzt. Die Orte für das Auslandsstudium sind Australien, Barcelona, Berlin, Florenz, Hongkong, Istanbul, Kapstadt, Kyōto, Madrid, Moskau, Oxford, Paris, Peking und Santiago de Chile. In Berlin befindet sich die Außenstelle heute im Haus Cramer, nachdem bis 1975 Räumlichkeiten der Freien Universität Berlin genutzt wurden.

### Verlag
Die Stanford University unterhält seit 1892 einen eigenen Verlag, die Stanford University Press (SUP), 1917–2002 auf dem Campusgelände, seither im benachbarten Redwood City.

### Forschung
An der Hochschule wird sowohl anwendungs- als auch grundlagenbezogen geforscht. In diese Arbeit sind nicht nur die Professoren, sondern auch die graduate students und zum Teil fortgeschrittene undergraduate students involviert. Die Universität folgt dabei dem Humboldtschen Ideal der Einheit von Lehre und Forschung. Besonderen Wert wird auf die Interdisziplinarität der Forschung gelegt. Geforscht wird zum Beispiel an der Entwicklung einer 3,2-Gigapixel-Kamera am Stanford Linear Accelerator Center (SLAC) für das Large Synoptic Survey Telescope, im Rahmen der Stanford Encyclopedia of Philosophy oder im Projekt Cracking the Neural Code. Berühmtheit erlangte das sogenannte Stanford-Prison-Experiment von 1971, das als Meilenstein der psychologischen Erforschung menschlichen Verhaltens unter den Bedingungen der Gefangenschaft, speziell unter den Feldbedingungen des echten Gefängnislebens, gilt. Außerdem wird an der Stanford University das Projekt Folding@home betrieben, welches Distributed Computing zur Vorhersage der Faltung von Proteinen einsetzt. Die Universität beherbergt viele spezialisierte Forschungszentren, unter anderem die Hoover Institution on War, Revolution and Peace, das Freeman Spogli Institute for International Studies und das Stanford Center for Design Research. 2011 erzielte Stanford mehr als 66 Millionen US-Dollar aus Lizenzgebühren für an der Universität entwickelte Erfindungen, darunter die Übertragungstechnik DSL und die DNS-Rekombinationstechnik.
Die Universität hat viele Gründer von bekannten IT-Unternehmen, zum Beispiel Google, Yahoo, Hewlett-Packard, Cisco Systems, hervorgebracht und fördert bei ihren Studenten und Lehrkräften eine ausgeprägte Kultur der Innovation und des Unternehmertums. Die Universität gilt als ein wichtiger Wirtschaftsfaktor der Region. Einige Forscher der Universität beklagen jedoch eine teilweise zu große Nähe und Abhängigkeit der Universität zu Unternehmen.

### Reputation und Rankings
Die Hochschule genießt in sämtlichen Fachrichtungen einen exzellenten Ruf in der Forschung und Lehre und gilt als eine der weltweit führenden Hochschulen. Beachtung findet in diesem Zusammenhang oft die gute persönliche Betreuungssituation für Studenten durch Professoren, da auf rund acht Studenten ein Lehrender kommt. Zudem haben 75 % der Kurse weniger als 20 Studenten. Von den undergraduate-Kursen haben sogar 36 % Klassengrößen von zwei bis neun Studenten. Auch aus diesem Grund wird Stanford sowohl von Studenten als auch Eltern häufig als „dream college“ genannt, wie eine Umfrage des Princeton Review 2022 ergab. Gemeinsam mit fünf anderen Universitäten (Harvard University, Oxford University, Cambridge University, University of California, Berkeley, Massachusetts Institute of Technology) wird die Hochschule aufgrund ihres besonderen Renommees als „Superbrand“ eingeordnet.
In den bekannten Hochschulrankings belegt die Hochschule regelmäßig Spitzenpositionen. Im Times Higher Education (THE) World University Ranking belegt sie 2022 den vierten Platz. Das Academic Ranking of World Universities sieht die Universität auf dem zweiten Rang. Das Ranking des Magazins US News and World Report trennt für US-amerikanische Hochschulen zwischen undergraduate und graduate-Studiengängen. Im Bereich der undergraduate Ausbildung landet die Stanford University für 2023 auf dem sechsten Platz. Die graduate-Studiengänge sind nach Fakultäten getrennt aufgeführt. Die Stanford Graduate School of Business belegt den dritten Rang. Die School of Education kommt auf den neunten, die School of Engineering auf den zweiten, und die School of Law ebenfalls auf den zweiten Platz. Die Stanford Medical School belegt bei der Forschung den achten Rang.
|                                        | 2023 | 2022 | 2021 | 2020 | 2019 | 2018 | 2017 |
| -------------------------------------- | ---- | ---- | ---- | ---- | ---- | ---- | ---- |
| QS World University Rankings           | 3    | 3    | 2    | 2    | 2    | 2    | 2    |
| Times Higher Education                 | 3    | 4    | 2    | 4    | 3    | 3    | 3    |
| Academic Ranking of World Universities |      | 2    | 2    | 2    | 2    | 2    | 2    |

## Nobelpreisträger
Stanford zählt aktuell 20 Nobelpreisträger. Weitere sechzehn Stanford-Professoren erhielten den Nobelpreis, sind jedoch mittlerweile verstorben. Stanford zählt dabei nur diejenigen Nobelpreisträger, die einer der Fakultäten der Universität angehören oder angehörten, nicht jene, welche der Universität nur lose verbunden sind.
Chemie
- Linus Pauling (1901–1994), Chemie-Nobelpreisträger 1954 und Friedensnobelpreisträger 1963
- Paul Flory (1910–1985), Chemie-Nobelpreisträger 1974
- Paul Berg (1926–2023), Chemie-Nobelpreisträger 1980
- Henry Taube (1915–2005), Chemie-Nobelpreisträger 1983
- Roger D. Kornberg (* 1947), Chemie-Nobelpreisträger 2006
- Brian Kobilka (* 1955), Chemie-Nobelpreisträger 2012
- Michael Levitt (* 1947), Chemie-Nobelpreisträger 2013
- W.E. Moerner (* 1953), Chemie-Nobelpreisträger 2014
- Carolyn Bertozzi (* 1966) Chemie-Nobelpreisträgerin 2022

Medizin
- Arthur Kornberg (1918–2007), Medizin-Nobelpreisträger 1959
- Andrew Z. Fire (* 1959), Nobelpreis für Physiologie oder Medizin 2006
- Thomas Südhof (* 1955), Nobelpreis für Physiologie oder Medizin 2013

Physik
- Felix Bloch (1905–1983), Physik-Nobelpreisträger 1952
- William Bradford Shockley (1910–1989), Physik-Nobelpreisträger 1956
- Robert Hofstadter (1915–1990), Physik-Nobelpreisträger 1961
- Burton Richter (1931–2018), Physik-Nobelpreisträger 1976
- Arthur Leonard Schawlow (1921–1999), Physik-Nobelpreisträger 1981
- Richard Edward Taylor (1929–2018), Physik-Nobelpreisträger 1990
- Martin Lewis Perl (1927–2014), Physik-Nobelpreisträger 1995
- Douglas Dean Osheroff (* 1945), Physik-Nobelpreisträger 1996
- Steven Chu (* 1948), Physik-Nobelpreisträger 1997, Energieminister unter Barack Obama
- Robert Betts Laughlin (* 1950), Physik-Nobelpreisträger 1998

Wirtschaftswissenschaften
- Kenneth Arrow (1921–2017), Wirtschaftswissenschaften-Nobelpreisträger 1972
- Milton Friedman (1912–2006), Wirtschaftswissenschaften-Nobelpreisträger 1976
- William F. Sharpe (* 1934), Wirtschaftswissenschaften-Nobelpreisträger 1990
- Douglass North (1920–2015), Wirtschaftswissenschaften-Nobelpreisträger 1993
- Myron S. Scholes (* 1941), Wirtschaftswissenschaften-Nobelpreisträger 1997
- Michael Spence (* 1943), Wirtschaftswissenschaften-Nobelpreisträger 2001
- Joseph E. Stiglitz (* 1943), Wirtschaftswissenschaften-Nobelpreisträger 2001
- Thomas Sargent (* 1943), Wirtschaftswissenschaften-Nobelpreisträger 2011
- Alvin E. Roth (* 1951), Wirtschaftswissenschaften-Nobelpreisträger 2012
- Paul Milgrom (* 1948), Wirtschaftswissenschaften-Nobelpreisträger 2020
- Robert B. Wilson (* 1937), Wirtschaftswissenschaften-Nobelpreisträger 2020
- Guido Imbens (* 1963), Wirtschaftswissenschaften-Nobelpreisträger 2021

## Gründung von Technologie-Unternehmen
Zur Kultur der Stanford University gehört die praktische Anwendung von Studium und Forschung in Start-ups von Technologieunternehmen. Sowohl die Erfinder als auch Geldgeber von Wagniskapital im Silicon Valley und der Bay Area haben enge Beziehungen zur Universität. 2013 beschloss der Stanford-Stiftungsrat, künftig selbst in die Förderung von Unternehmensgründungen einzusteigen. Über den StartX-Fonds, der 2011 von Studenten ins Leben gerufen wurde, beteiligt sich die Universität seitdem an neu gegründeten Unternehmen ihrer Studenten und Absolventen.

## Sport

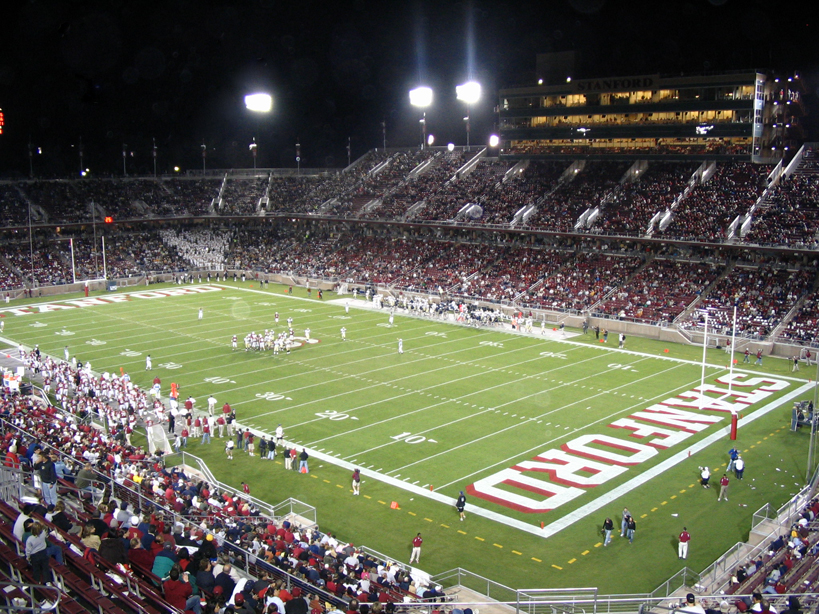
Stanford Stadium

Die Sportteams der Stanford University werden Stanford Cardinal genannt. Die Hochschule ist Mitglied in der Atlantic Coast Conference. Traditionell ist das Interesse an der Football-Mannschaft von Stanford am höchsten und erreicht in den Spielen gegen das Team der University of California, Berkeley, die von großer Rivalität geprägt sind, seinen Höhepunkt. Das Football-Stadion wurde 2005–2006 neu erbaut und fasst momentan 50.000 Zuschauer. Die Baukosten betrugen 90 Millionen US-Dollar und wurden von dem Architekturbüro Hoover and Associates durchgeführt. In dem alten Stanford Stadium, das 1921 errichtet wurde, fanden auch Spiele der Fußballweltmeisterschaft der Herren 1994 und der Damen 1999 statt.

## Kunst

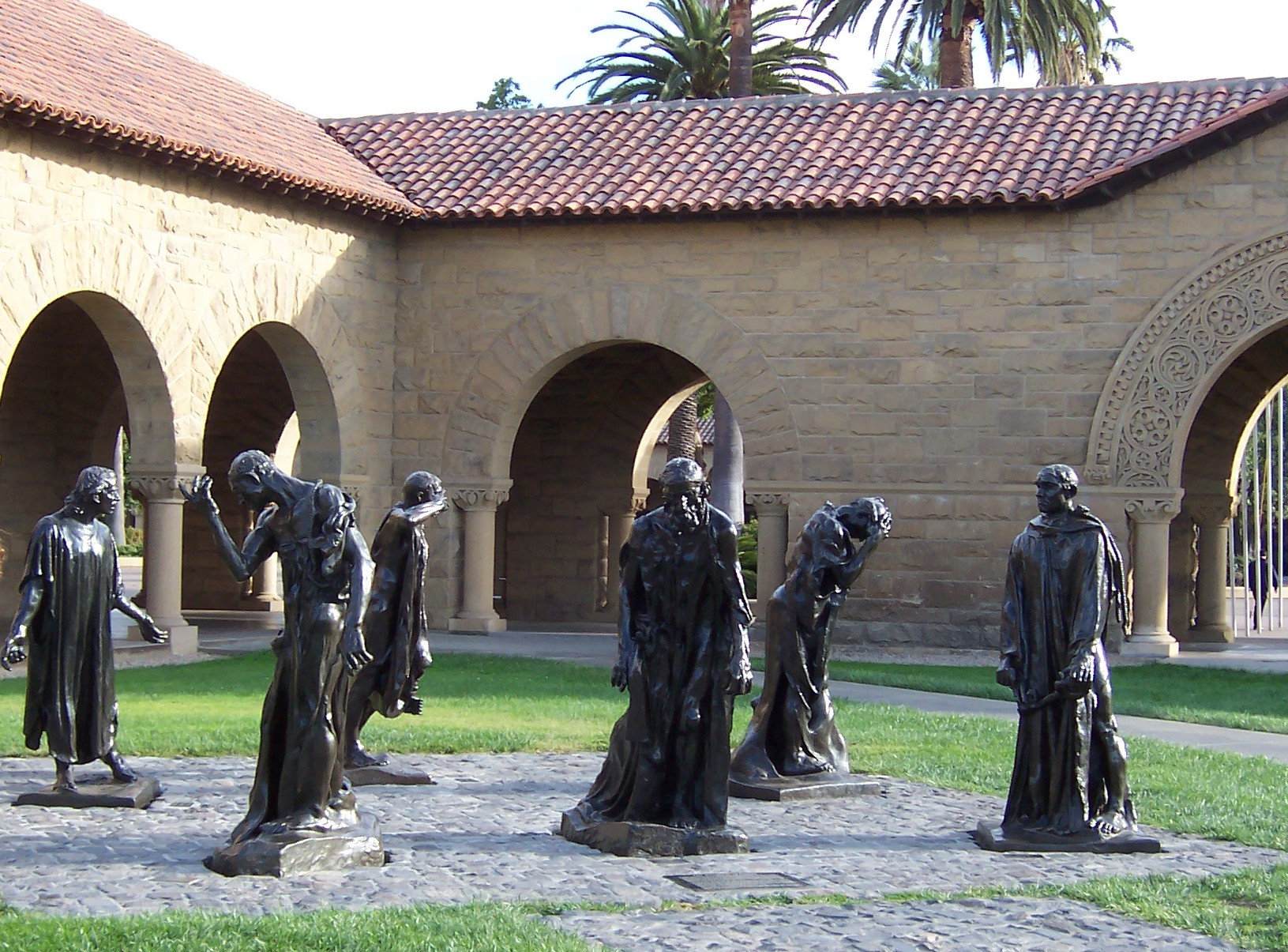
Die Kopie der Bürger von Calais von Auguste Rodin als Einzelfiguren im Memorial Court der Stanford University

Auf dem Campus befindet sich das von Leland Stanford und seiner Frau Jane gegründete, und heute als Iris & B. Gerald Cantor Center for Visual Arts bekannte Kunstmuseum. In diesem befindet sich eine bekannte Ausstellung mit Skulpturen von Auguste Rodin. Die Universität sponsert jährlich über 100 Musik-, Tanz- und Theater-Vorstellungen, die über 30.000 Besucher anziehen. Die Bing Concert Hall wurde im Januar 2013 eröffnet, verfügt über einen 360°-Konzertsaal mit herausragender Akustik für Live-Auftritte und bietet Platz für 842 Besucher. Sie eignet sich sowohl für Kammermusik oder kleinere Jazz-Combos als auch für große Orchester. Die akustische Gestaltung erfolgte durch Nagata Acoustics’ Yasuhisa Toyota.
Auf dem Campus befindet sich zudem eine Vielzahl von Kunstwerken und Skulpturen, darunter die das Monument to Change as it Changes und die Reclining Figure.

## Persönlichkeiten

### Dozenten
- Albert Bandura (1925–2021), Psychologe (Bobo Doll Study)
- Eugene Butcher (* 1950), Mediziner, Immunologe, Crafoord-Preis 2004
- Joseph Greenberg (1915–2001), Sprachwissenschaftler, Begründer der modernen Sprachtypologie, neben Chomsky einer der einflussreichsten Linguisten weltweit
- Hans Ulrich Gumbrecht (* 1948), Inhaber des Lehrstuhls Komparatistik
- Benjamin Harrison (1833–1901), 23. Präsident der Vereinigten Staaten
- Donald E. Knuth (* 1938), Begründer der formalen Analyse von Computeralgorithmen, Erfinder des TeX-Textsatzsystems
- Maryam Mirzakhani (1977–2017), erste weibliche Trägerin der Fields-Medaille
- Elisabeth Paté-Cornell (* 1948), Risikoanalystin
- Jack N. Rakove, Pulitzer-Preisträger
- Raj Reddy (* 1937), Turing-Preisträger
- Condoleezza Rice (* 1954), ehem. Außenministerin der Vereinigten Staaten
- Leland Smith (1925–2013), Entwickler des Notensatzprogramms SCORE
- Lewis M. Terman (1877–1956), Entwickler des Stanford-Binet IQ-Tests
- Sebastian Thrun (* 1967), Vizepräsident von Google, Gründer von Udacity
- Philip Zimbardo (1933–2024), Psychologe (Stanford-Prison-Experiment)

### Absolventen
IT-Bereich
Die Stanford University ist die Keimzelle des Silicon Valley, zahlreiche Unternehmen wurden von Absolventen der Uni gegründet. Zu den bekanntesten gehören Intel, Google, Yahoo oder Hewlett-Packard.
- Kurt Akeley, Gründer von Silicon Graphics
- Steve Ballmer (* 1956), ehemaliger CEO Microsoft
- Andy Bechtolsheim (* 1955), Designer der ersten Unix-Workstation, gemeinsam mit Vinod Khosla Begründer des Unternehmens Sun Microsystems. Der Name leitet sich von Stanford University Networks ab.
- Jeffrey Bewkes (* 1952), Time-Warner-Präsident
- David Boggs (1950–2022), Erfinder des Ethernet
- Len Bosack & Sandy Lerner, Gründer von Cisco Systems
- Bud Colligan, Gründer von Macromedia
- David Filo (* 1966) & Jerry Yang (* 1968), Erfinder der Technik, mit der das Internet-Verzeichnis Yahoo! startete
- Marcian Edward Hoff (* 1937), Erfinder des Mikroprozessors
- Jawed Karim (* 1979), Gründer von YouTube
- Marissa Mayer (* 1975), Vorstandsvorsitzende von Yahoo
- David Packard (1912–1996) und William Hewlett (1913–2001), die Gründer von Hewlett-Packard
- Larry Page (* 1973) & Sergey Brin (* 1973), Gründer von Google
- Troy L. Péwé (1918–1999), Geologe und Glaziologe
- Benjamin M. Rosen (* 1933), Gründer von Compaq
- Peter Thiel (* 1967), Gründer von PayPal

Politiker
- Ehud Barak (* 1942), ehem. israelischer Ministerpräsident
- Cory Booker (* 1969), aktueller US-Senator von New Jersey
- Yukio Hatoyama (* 1947), ehem. Premierminister von Japan
- Herbert Hoover (1874–1964), ehem. Präsident der Vereinigten Staaten und Gründer der Hoover Institution auf dem Campus.
- Condoleezza Rice (* 1954), ehem. Außenministerin und davor nationale Sicherheitsberaterin der USA
- James Woolsey (* 1941), ehem. CIA-Direktor
- Rishi Sunak (* 1980), Premierminister des Vereinigten Königreichs

Sportler
- Randall Bal (* 1980), Schwimmer
- Benny Barnes (* 1951), American-Football-Spieler
- Bruno Banducci (1921–1985), American-Football-Spieler, Lehrer
- Mike Bruner (* 1956), Schwimmer
- Bob (* 1978) und Mike Bryan (* 1978), Tennisspieler
- Maya DiRado (* 1993), Schwimmerin
- John Elway (* 1960), American-Football-Spieler
- Zach Ertz (* 1990), American-Football-Spieler
- Janet Evans (* 1971), Schwimmerin
- Landry Fields (* 1988), Basketballspieler
- Julie Foudy (* 1971), Fußballspielerin
- John Hencken (* 1954), Schwimmer
- Eric Heiden (* 1958), Eisschnellläufer
- Misty Hyman (* 1979), Schwimmerin
- Katie Ledecky (* 1997), Schwimmerin
- James Lofton (* 1956), American-Football-Spieler
- Brook Lopez (* 1988), Basketballspieler
- Robin Lopez (* 1988), Basketballspieler
- Andrew Luck (* 1989), American-Football-Spieler
- Simone Manuel (* 1996), Schwimmerin
- Peter Marshall (* 1982), Schwimmer
- Christian McCaffrey (* 1996), American-Football-Spieler
- John McEnroe (* 1959), Tennisspieler
- Pablo Morales (* 1964), Schwimmer
- Blaine Nye (* 1946), American-Football-Spieler und Unternehmer
- Chiney Ogwumike (* 1992), Basketballspielerin
- Nneka Ogwumike (* 1990), Basketballspielerin
- Jim Plunkett (* 1947), American-Football-Spieler
- Markus Rogan (* 1982), Schwimmer
- Jeff Rouse (* 1970), Schwimmer
- Summer Sanders (* 1972), Schwimmerin
- Richard Sherman (* 1988), American-Football-Spieler
- Jenny Thompson (* 1973), Schwimmerin
- Kerri Walsh Jennings (* 1978), Beachvolleyballspielerin
- Tom Watson (* 1949), Golfer
- Bob Whitfield (* 1971), American-Football-Spieler
- Sophia Wilson (* 2000), Fußballspielerin
- Tiger Woods (* 1975), Golfer

Wissenschaftler
- Eric Allin Cornell (* 1961), Physik-Nobelpreisträger 2001
- John C. Harsanyi (1920–2000), Wirtschaftswissenschaften-Nobelpreisträger 1994
- Dudley R. Herschbach (* 1932), Chemie-Nobelpreisträger 1986
- Katherine Calvin (* 20. Jahrhundert), Geowissenschaftlerin
- Mahan Esfahani (* 1984), Musikwissenschaftler
- Sara Kiesler (* 1940), emeritierte Hillman-Professorin für Informatik und Mensch-Computer-Interaktion am Human-Computer Interaction Institute der Carnegie Mellon University.
- Willis E. Lamb Jr. (1913–2008), Physik-Nobelpreisträger 1955
- Neal E. Miller (1909–2002), Psychologe
- Dianne P. O’Leary (* 1951), Mathematikerin, Informatikerin und Hochschullehrerin
- Louise Pearce (1885–1959), Pathologin
- Peter Salovey (* 1958), Präsident der Yale University
- Barry Sharpless (* 1941), Chemie-Nobelpreisträger 2001
- Karl A. Taube (* 1957), Archäologe
- Carl Edwin Wieman (* 1951), Physik-Nobelpreisträger 2001
- Karletta Chief, Hydrologin, Hochschullehrerin und Umweltaktivistin der Diné (Navajo Nation)

Sonstige
- Chelsea Clinton (* 1980), Tochter des 42. Präsidenten der Vereinigten Staaten, Bill Clinton und seiner Frau, der ehemaligen US-Außenministerin Hillary Clinton
- K. Flay (* 1985), US-Musikerin und Sängerin
- Marjorie McClelland (1913–1978), Kinderpsychologin und Judenretterin
- Warren Lavorel (1935–2011), Diplomat und stellvertretender Generaldirektor des GATT und der WTO
- Philipp von Belgien (* 1960), belgischer König
- Jeffrey B. Straubel (* 1975), US-amerikanischer Ingenieur und Unternehmer

## Stanford Engineering Heroes
Die Ingenieursfakultät der Stanford-Universität ehrt als Engineering Heroes Ingenieure, die in Stanford studierten oder lehrten, für besondere Leistungen:
- 2011 Vint Cerf, Ray Dolby, William F. Durand, William Hewlett, Donald E. Knuth, Charles Litton, David Packard, Frederick Terman
- 2012 Craig R. Barrett, Andreas Bechtolsheim, Morris Chang, George Dantzig, Theodore Maiman, Bradford W. Parkinson, Calvin Quate, Stepan Tymoschenko
- 2013 John A. Blume, James H. Clark, David Filo, Martin Hellman, John McCarthy, William Perry, Jerry Yang
- 2014 Kenneth Arrow, Sergey Brin, Irmgard Flügge-Lotz, Edward Ginzton, Larry Page, Sally Ride
- 2015 Andreas Acrivos, Ted Hoff, Charles Simonyi
- 2016 Martin J. Fisher, Reed Hastings, Perry McCarty
- 2018 Alexandra Illmer Forsythe, George E. Forsythe, Jensen Huang, Mae Jemison
- 2019 Barbara Liskov, Ellen Ochoa, Walter Vincenti